# ابریشم‌خواب‌ها
ابریشم‌خواب‌ها (نام علمی: Harpactea) نام یک سرده از عنکبوت ها از تیره شپش‌گیران است. این عنکبوت‌ها طی روز در لانه‌هایی که از جنس ابریشم در زیر صخره‌ها و تنه درختان درست کرده‌اند می‌آرمند.